# Гімн Італії
Il Canto degli Italiani (укр. Пісня італійців), Fratelli d'Italia (укр. Браття Італії) або Inno di Mameli (укр. Гімн Мамелі) є державним гімном Італії.
Слова гімну написав восени 1847 року Ґоффредо Мамелі, два місяці потому Мікеле Новаро написав музику гімну.

## Текст з перекладом
| Італійська версія Fratelli d'Italia, l'Italia s'è desta, dell'elmo di Scipio s'è cinta la testa. Dov'è la Vittoria? Le porga la chioma, ché schiava di Roma Iddio la creò. CORO: Stringiamci a coorte, siam pronti alla morte. Siam pronti alla morte, l'Italia chiamò. Stringiamci a coorte, siam pronti alla morte. Siam pronti alla morte, l'Italia chiamò! Si! Noi fummo da secoli calpesti, derisi, perché non siam popolo, perché siam divisi. Raccolgaci un'unica bandiera, una speme: di fonderci insieme già l'ora suonò. CORO Uniamoci, amiamoci, l'unione e l'amore rivelano ai popoli le vie del Signore. Giuriamo far libero il suolo natio: uniti, per Dio, chi vincer ci può? CORO Dall'Alpi a Sicilia Dovunque è Legnano, Ogn'uom di Ferruccio Ha il core, ha la mano, I bimbi d'Italia Si chiaman Balilla, Il suon d'ogni squilla I Vespri suonò. CORO Son giunchi che piegano Le spade vendute: Già l'Aquila d'Austria Le penne ha perdute. Il sangue d'Italia, Il sangue Polacco, Bevé, col cosacco, Ma il cor le bruciò. CORO | Український переклад Браття Італії, Італія прокинулась, Каску Сципіона На голову наділа. Де Перемога? Хай вона поклониться, Бо рабинею Рима Бог її створив. ПРИСПІВ: Збираємся в когорту, Ми готові на смерть, Італія призвала. Збираємся в когорту, Ми готові на смерть, Італія призвала! Так! Багато століть ми були Пригнобленні й висміяні, Бо ми не єдиний народ, Бо ми розділені. Хай один стяг, одна надія Нас всіх з'єднає. Час настав для Нашого поєднання. ПРИСПІВ Єднаємось і любитимемо один одного, Злагоду і любов Покажуть народу Шлях Господній. Поклянімося звільнити Нашу рідну землю; Поєднані перед Богом, Хто нас зможе подолати? ПРИСПІВ З Альп до Сицилії Леньяно всюди; Кожна людина Має серце, має руку Ферруччі, Діти Італії Звуться Балілла; І кожен дзвін нагадує Сицилійську вечірню. ПРИСПІВ Вони як очерет, що гніт Мечі найманців: Австрійський орел Уже втратив оперення. Кров Італії Кров поляків Він пив разом з козаками, Але це обпекло його серце. ПРИСПІВ | Транслітерація Фрателлі д'Італья, ль'італія с'е деста, делль'ельмо ді Шіпіо с'е чінта ла теста. Дов'е ла Вітторья? Ле порга ла кьома, ке скьява ді Рома Іддіо ла крео. КОРО: Стрінджамчі а коорте, сьям пронті алла морте. Сьям пронті алла морте, ль'Італья кьямо. Стрінджамчі а коорте, сьям пронті алла морте. Сьям пронті алла морте, ль'Італья кьямо! Сі! Ной фуммо да секолі кальпесті, дерізі, перке нон сьям пополо, перке сьям дівізі. Раккольгачі ун'уніка бандьєра, уна спеме: ді фондерчі інсьєме джа ль'ора суоно. КОРО Ун'ямочі, ам'ямочі, ль'уніоне е ль'аморе рівелано ай пополі ле віє дель Сіньоре. Джур'ямо фар Ліберо іль суоло натіо: уніті, пер Діо, кі вінчер чі пуо? КОРО Далль'Альпі а Січілья Довункуе е Леньяно, Онь'уом ді Ферруччо А іль коре, а ла мано, І бімбі д'Італья Сі к'яман Балілла, Іль суон д'оньї скуілла І Веспрі суоно. КОРО Сон джункі ке п'єгано Ле спаде пендуте: Джа ль'Акуїла д'Аустрія Ле пенне а пердуте. Іль сангуе д'Італья, Іль сангуе Полакко, Беве, коль козакко, Ма іль кор ле бруччо. КОРО |